# Poço Dantas
Poço Dantas is een gemeente in de Braziliaanse deelstaat Paraíba. De gemeente telt 4.046 inwoners (schatting 2009).